# زالاسابار
زالاسابار (به مجاری:  Zalaszabar) یک شهرداری در مجارستان است که در زالا واقع شده‌است. زالاسابار ۱۶٫۹۵ کیلومتر مربع مساحت و ۶۰۵ نفر جمعیت دارد.